# Vincent Lachambre
Vincent Lachambre est un footballeur belge, né le 6 novembre 1980 à Bruxelles en Belgique. Il évolue actuellement au KVK Tienen comme arrière gauche.

## Palmarès
Vierge